# Joeropsis wolffi
Joeropsis wolffi is een pissebed uit de familie Joeropsididae. De wetenschappelijke naam van de soort is voor het eerst geldig gepubliceerd in 1991 door Mueller.